# Liste der Biografien/Johans
Liste der Biografien |
Portal Biografien |
Personensuche
# |
A |
B |
C |
D |
E |
F |
G |
H |
I |
J |
K |
L |
M |
N |
O |
P |
Q |
R |
S |
T |
U |
V |
W |
X |
Y |
Z |
?
 
Ja |
Jb |
Jd |
Je |
Jh |
Ji |
Jj |
Jl |
Jn |
Jm |
Jo |
Jp |
Jr |
Js |
Jt |
Ju |
Jv |
Jw |
Jy
 
Joa–Jog |
Joh |
Joi–Jom |
Jon |
Joo |
Jop |
Jor |
Jos |
Jot |
Jou |
Jov |
Jow |
Jox |
Joy |
Joz
 
Joha |
Johe |
Johi |
Johl |
John |
Joho |
Johr |
Johs
 
Johae |
Johal |
Joham |
Johan |
Johar |
Johau
 
Johana |
Johane |
Johani |
Johann |
Johano |
Johans
Die Liste der Biografien führt alle Personen auf, die in der deutschsprachigen Wikipedia einen Artikel haben. Dieses ist eine Teilliste mit 313 Einträgen von Personen, deren Namen mit den Buchstaben „Johans“ beginnt.

## Johans
- Johans, Eibe Siade (1659–1720), deutscher Deichgraf

### Johanse
- Johansen, Alf (* 1944), dänischer Radrennfahrer
- Johansen, Allan (* 1971), dänischer Radrennfahrer
- Johansen, Anne With (* 2004), dänische HandballspielerinAnne With Johansen (* 2004)

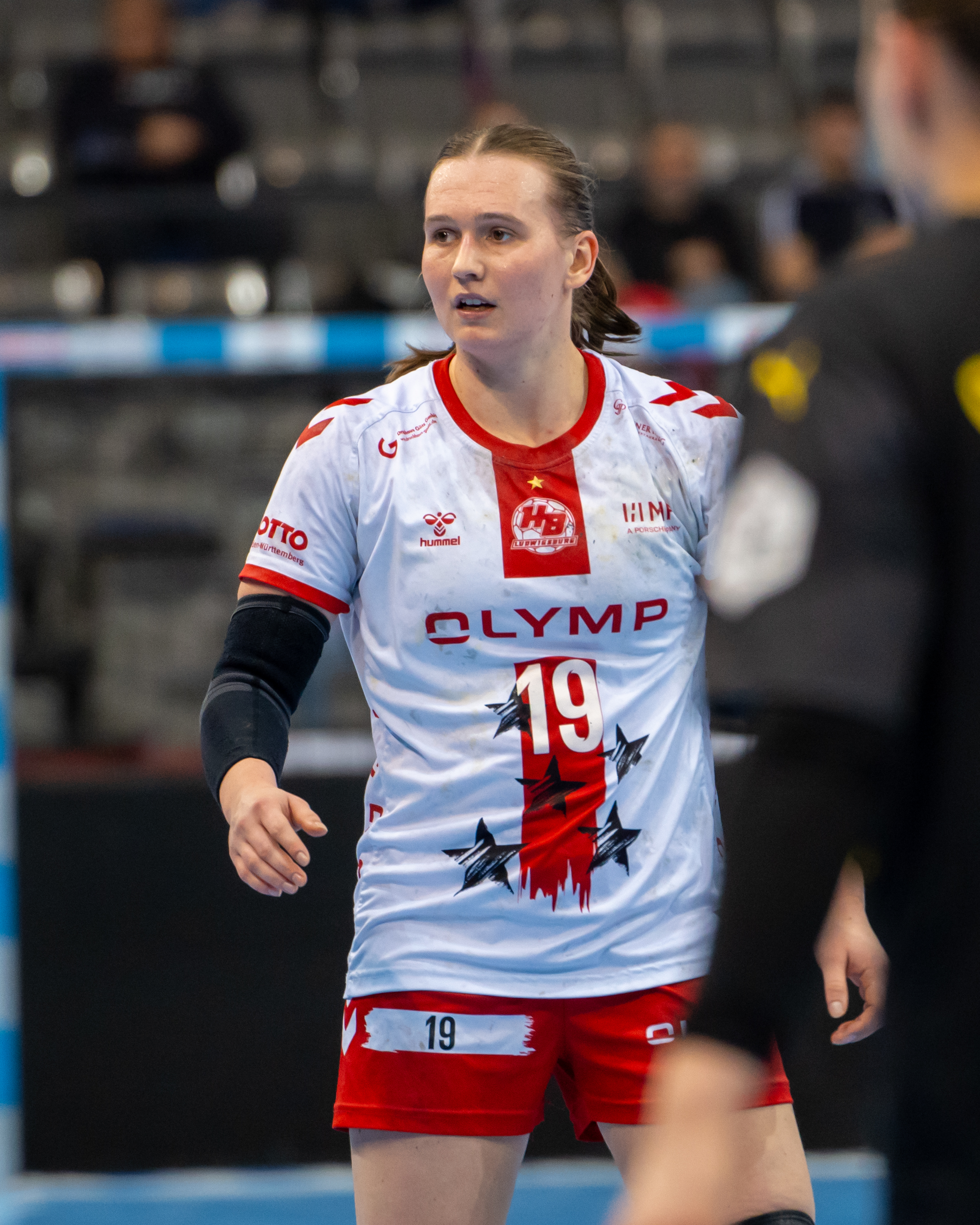
Anne With Johansen (* 2004)

- Johansen, Arne (1927–2013), norwegischer Eisschnellläufer
- Johansen, Ati Gropius (1926–2014), deutsche Illustratorin und Lehrerin
- Johansen, August E. (1905–1995), US-amerikanischer Politiker
- Johansen, Baber (* 1936), deutscher Islamwissenschaftler und Soziologe
- Johansen, Bård Tufte (* 1969), norwegischer Komiker, Drehbuchautor und Moderator
- Johansen, Bjørn (* 1938), norwegischer Radrennfahrer
- Johansen, Bjørn (1940–2002), norwegischer Saxophonist (Tenor-, Sopran-, Bariton- und Altsaxophon) und Flötist des Modern Jazz
- Johansen, Britt Synnøve (* 1970), norwegische Sängerin
- Johansen, Casper (* 1988), dänischer Fußballspieler
- Johansen, Cecilie (* 2000), dänische Fußballspielerin
- Johansen, Christina (* 1992), dänische Ruderin
- Johansen, Daniel (1885–1967), norwegischer Speerwerfer
- Johansen, Darryl (* 1959), australischer Schachgroßmeister
- Johansen, David (1950–2025), US-amerikanischer Sänger, Songwriter und Schauspieler
- Johansen, David Monrad (1888–1974), norwegischer Komponist und Musikkritiker
- Johansen, Egil (1934–1998), norwegisch-schwedischer Jazzmusiker
- Johansen, Egil (* 1954), norwegischer Orientierungsläufer
- Johansen, Egil Borgen (1934–1993), norwegischer Bogenschütze
- Johansen, Einer (1893–1965), dänischer Maler
- Johansen, Elisabeth (1907–1993), grönländische Landesrätin
- Johansen, Erna Maria (1911–1986), deutsche sozialistische Pädagogin
- Johansen, Frédéric (1972–1992), französischer Fußballspieler
- Johansen, Fredrik Hjalmar (1867–1913), norwegischer PolarforscherFredrik Hjalmar Johansen (1867–1913)

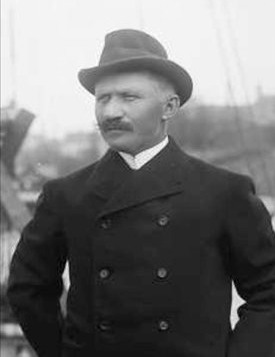
Fredrik Hjalmar Johansen (1867–1913)

- Johansen, Gisle, norwegischer Jazz-Musiker (Sopran und Tenorsaxophon)
- Johansen, Gry (* 1964), dänische Sängerin
- Johansen, Håkon Mjåset (* 1975), norwegischer Jazzmusiker
- Johansen, Hanna (1939–2023), deutsch-schweizerische Schriftstellerin
- Johansen, Hans (* 1928), grönländischer Richter und Landesrat
- Johansen, Hans Christian (1897–1973), dänischer Ornithologe
- Johansen, Heidi (* 1983), dänische Fußballspielerin
- Johansen, Hendrik (1889–1948), dänischer Turner
- Johansen, Henry (1904–1988), norwegischer Fußballspieler
- Johansen, Hjalmar (1892–1979), dänischer Turner
- Johansen, Ingeborg (1896–1986), dänische Autorin
- Johansen, Inghill (* 1958), norwegische Schriftstellerin
- Johansen, Irene (* 1961), norwegische Politikerin
- Johansen, Iris (* 1938), US-amerikanische Autorin
- Johansen, Isha (* 1965), sierra-leonische Fußballfunktionärin
- Johansen, Jahn Otto (1934–2018), norwegischer Journalist und Schriftsteller
- Johansen, Jan (* 1944), norwegischer Kanute
- Johansen, Jan (* 1966), schwedischer Sänger
- Johansen, Jeanette (* 1979), dänische Fußballspielerin
- Johansen, Johan Anker (1894–1986), norwegischer Turner
- Johansen, Johan Strand (1903–1970), norwegischer Politiker (NKP), Minister und Journalist
- Johansen, Johannes (1870–1945), deutscher Jurist, Oberbürgermeister von Krefeld (1911–1930)
- Johansen, John (1883–1947), norwegischer Sprinter, Hürdenläufer und Speerwerfer
- Johansen, John Christen (1876–1964), dänisch-amerikanischer Maler
- Johansen, John M. (1916–2012), US-amerikanischer Architekt
- Johansen, Jon Lech (* 1983), norwegischer Hacker
- Johansen, Jørgen (* 1905), grönländischer Landesrat
- Johansen, Jørgen Wæver (* 1972), grönländischer Politiker (Siumut)
- Johansen, Jouni, finnischer Skispringer
- Johansen, Julius (* 1999), dänischer RadrennfahrerJulius Johansen (* 1999)

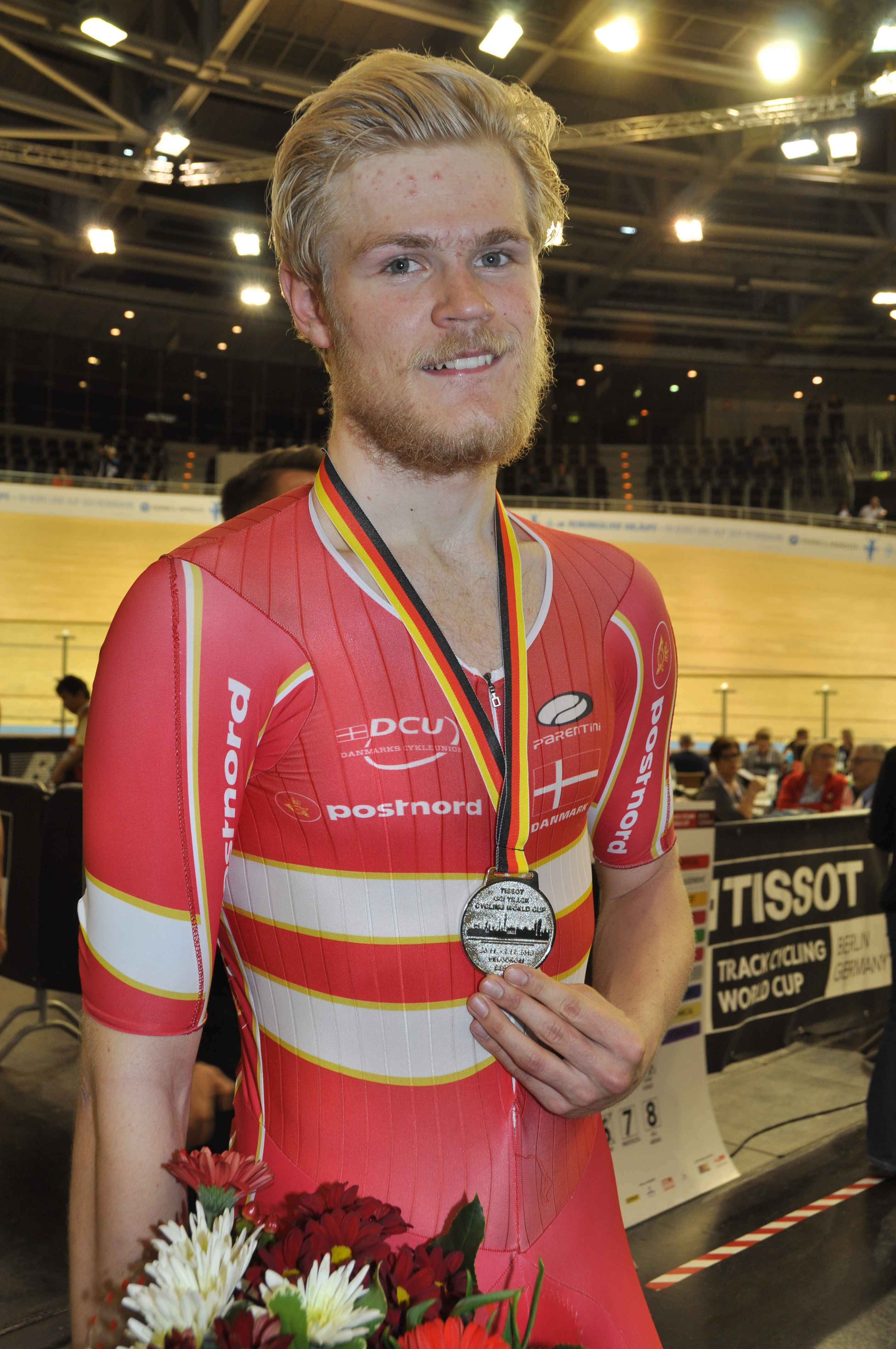
Julius Johansen (* 1999)

- Johansen, Kari Mette (* 1979), norwegische Handballspielerin
- Johansen, Karsten Friis (1930–2010), dänischer Klassischer Philologe und Philosophiehistoriker
- Johansen, Kathrine Thorborg (* 1989), norwegische Schauspielerin
- Johansen, Knud Friis (1887–1971), dänischer Klassischer Archäologe
- Johansen, Kristian (1915–1958), grönländischer Landesrat
- Johansen, Lars (* 1959), dänischer Radrennfahrer
- Johansen, Lars-Emil (* 1946), grönländischer Politiker (Siumut)
- Johansen, Lene Moyell (* 1968), dänische Juristin und Beamtin, Reichsombudsfrau Dänemarks auf den Färöern
- Johansen, Line (* 1989), dänische Fußballspielerin
- Johansen, Magne (* 1965), norwegischer Skispringer
- Johansen, Majk (1895–1937), ukrainischer Philologe, Schriftsteller, Dichter, Dramatiker, Übersetzer und Literaturwissenschaftler
- Johansen, Marte Mæhlum (* 1997), norwegische Skilangläuferin
- Johansen, Marthe Kråkstad (* 1999), norwegische Biathletin
- Johansen, Mathias Hove (* 1998), norwegischer Sprinter
- Johansen, Morten Ørsal (* 1964), norwegischer Politiker
- Johansen, Nanna (* 1986), dänische Fußballspielerin
- Johansen, Nicolás (* 1999), argentinischer Fußballspieler
- Johansen, Nils-Olav (* 1966), norwegischer Jazzgitarrist und -sänger
- Johansen, Oddvør (* 1941), färöische Schriftstellerin und Organistin
- Johansen, Otto Emil (1886–1934), norwegischer Maler
- Johansen, Pascal (* 1979), französischer Fußballspieler
- Johansen, Paul (1901–1965), deutsch-estnischer Historiker und Archivar
- Johansen, Paul (1910–2012), dänischer Versicherungsmathematiker und Vorstandsvorsitzender einer Lebensversicherungsgesellschaft
- Johansen, Per Oddvar (* 1968), norwegischer Schlagzeuger des Modern Jazz
- Johansen, Peter (* 1980), dänischer Basketballspieler
- Johansen, Raymond (* 1961), norwegischer Politiker
- Johansen, Roger (* 1972), norwegischer Jazzmusiker (Schlagzeug, Komposition)
- Johansen, Rógvi (* 1964), färöischer Radrennfahrer
- Johansen, Ryan (* 1992), kanadischer Eishockeyspieler
- Johansen, Severin (1941–2005), grönländischer Landesrat
- Johansen, Sigleif (* 1948), norwegischer Biathlet
- Johansen, Sigvart (1881–1964), norwegischer Sportschütze
- Johansen, Siri Broch (* 1967), samische Schriftstellerin, Dramatikerin und Sängerin
- Johansen, Søren (* 1939), dänischer Statistiker und Wirtschaftswissenschaftler
- Johansen, Stefan (* 1991), norwegischer Fußballspieler
- Johansen, Svend (1930–2021), dänischer Schauspieler
- Johansen, Thomas Kjeller (* 1965), dänisch-norwegischer Philosoph und Philosophiehistoriker
- Johansen, Thorstein (1888–1963), norwegischer Sportschütze
- Johansen, Tore (* 1977), norwegischer Jazzmusiker (Trompete, Komposition)
- Johansen, Trevor (* 1957), kanadischer Eishockeyspieler
- Johansen, Truls (* 1989), norwegischer Skirennläufer
- Johansen, Truls Sønstehagen (* 1991), norwegischer Nordischer Kombinierer
- Johansen, Ulla (1927–2021), deutsch-estnische Ethnologin
- Johansen, Vidar (* 1953), norwegischer Jazzsaxophonist, -flötist und -klarinettist
- Johansen, Vidar (* 1957), norwegischer Skispringer
- Johansen, Viggo (1851–1935), dänischer Maler und Zeichner
- Johansen, Vilde Ingeborg (* 1994), norwegische Handballspielerin
- Johansen-Berg, Heidi (* 1974), britische Neurowissenschaftlerin
- Johansen-Werner, Bonnie (* 1952), US-amerikanische Komponistin und Musikpädagogin

### Johanso
- Johanson, Anton (1877–1952), schwedischer Fußballspieler und -funktionär
- Johanson, Arvid (1929–2013), norwegischer Politiker
- Johanson, Carl (* 1976), schwedischer Autor und Illustrator
- Johanson, Claes (1884–1949), schwedischer Ringer
- Johanson, Donald (* 1943), US-amerikanischer Paläoanthropologe, Entdecker von Lucy
- Johanson, Jai Johanny (* 1944), US-amerikanischer Schlagzeuger und PerkussionistJai Johanny Johanson (* 1944)

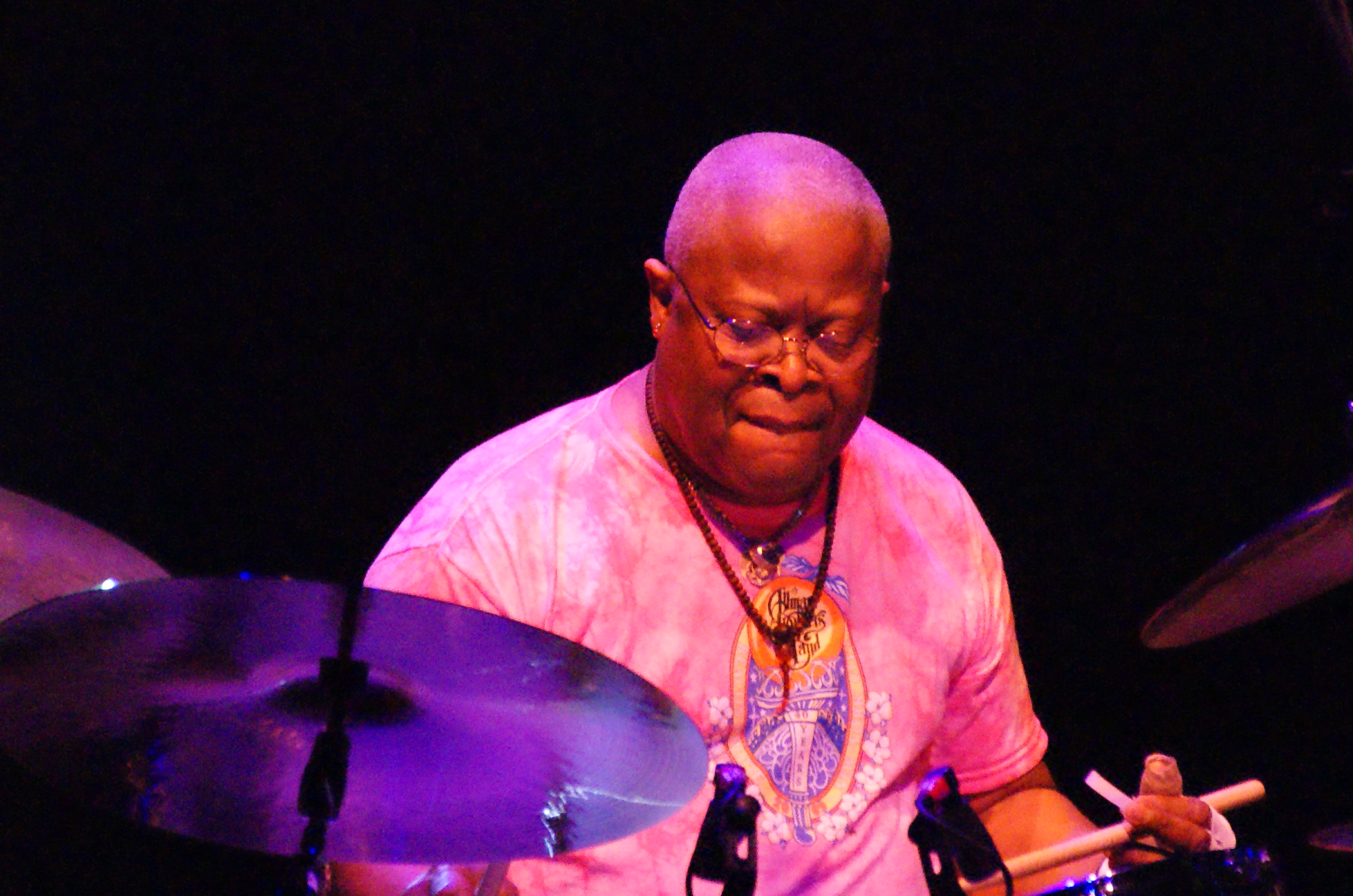
Jai Johanny Johanson (* 1944)

- Johanson, Jay-Jay (* 1969), schwedischer Musiker, Sänger und Komponist
- Johanson, Lars (* 1936), schwedischer Sprachwissenschaftler, Turkologe und Hochschullehrer
- Johanson, Patricia (1940–2024), US-amerikanische Landschaftsarchitektin, Malerin, Bildhauerin
- Johanson, Rosie (* 1998), kanadische Tennisspielerin
- Johanson, Thomas (* 1969), finnischer Segler und Olympiasieger

### Johanss
- Johanssen, Adolf (1863–1936), deutscher Jurist, Verwaltungsbeamter und Politiker (DVP), MdL
- Johanssen, Ernst (1864–1934), deutscher lutherischer Pastor, Missionar und Missionstheologe
- Johanssen, Justus (* 1995), deutscher Schauspieler
- Johanssen, Kent (* 1970), norwegischer Skispringer
- Johanssen, Klaus-Peter (1938–2012), deutscher Kommunikationsberater
- Johanssen, Pascal (* 1973), deutscher Galerist, Kurator und Gründer des Direktorenhauses Berlin
- Johanssen, Paul Gerhard (1903–1981), deutscher lutherischer Pastor
- Johanßen, Ulrich (1906–2002), deutscher Bibliothekar
- Johansson Norgren, Britta (* 1983), schwedische Skilangläuferin
- Johansson, Adam (* 1983), schwedischer Fußballspieler
- Johansson, Åke (1928–2014), schwedischer Fußballspieler
- Johansson, Åke (1937–2011), schwedischer Jazzpianist
- Johansson, Albin (1886–1968), schwedischer Unternehmer
- Johansson, Alf (* 1940), schwedischer Historiker
- Johansson, Alfred (* 1990), schwedischer Fußballtrainer
- Johansson, Allan Dahl (* 1998), norwegischer Eisschnellläufer
- Johansson, Anders (* 1962), schwedischer SchlagzeugerAnders Johansson (* 1962)

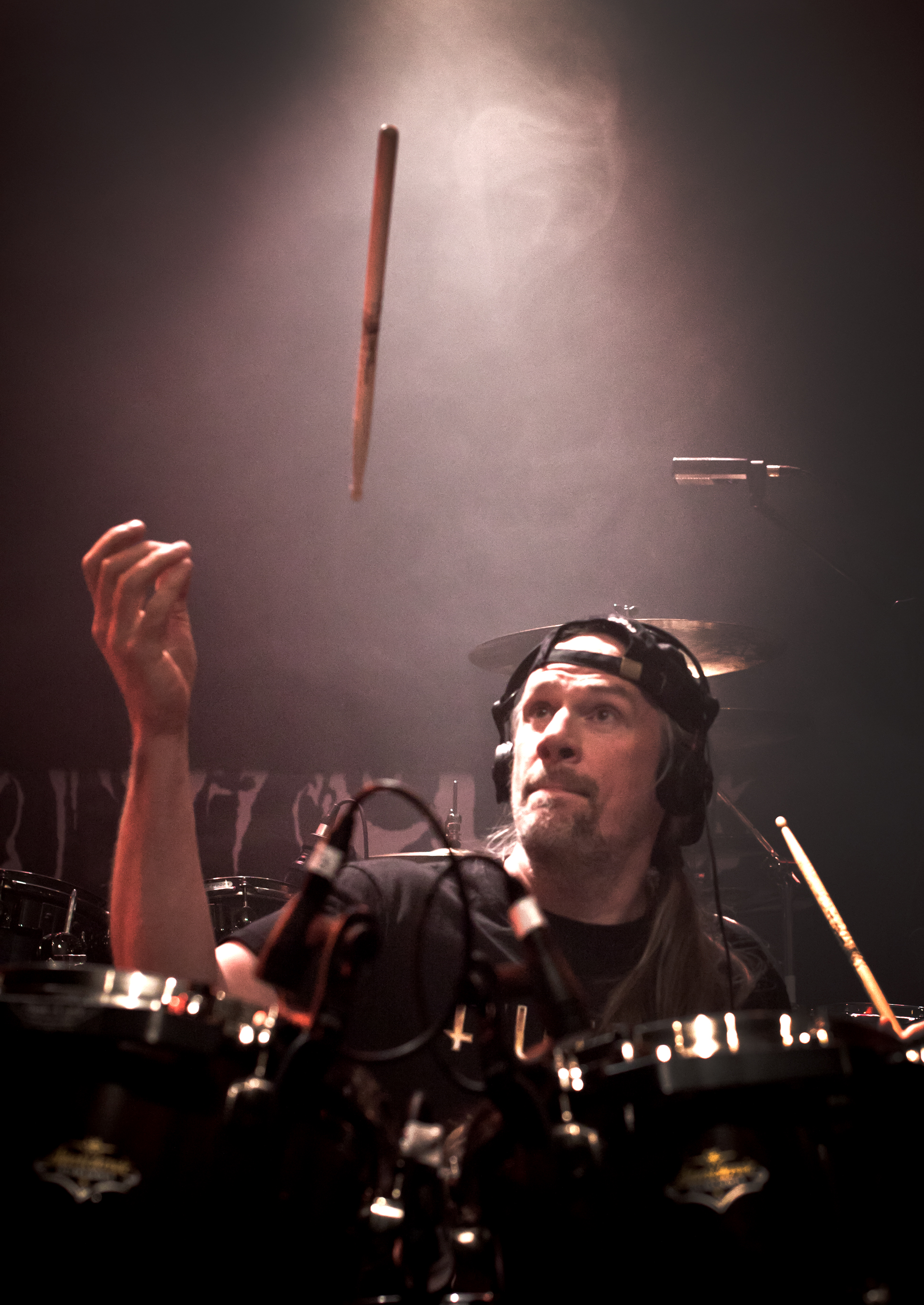
Anders Johansson (* 1962)

- Johansson, Andreas (* 1973), schwedischer Eishockeyspieler und -trainer
- Johansson, Andreas (* 1978), schwedischer Fußballspieler
- Johansson, Andreas (* 1982), schwedischer Fußballspieler
- Johansson, Ann-Sofie (* 1963), schwedische Modedesignerin
- Johansson, Anna (* 1971), schwedische Politikerin
- Johansson, Annika (* 1967), schwedische Freestyle-Skisportlerin
- Johansson, Arne (1927–2018), schwedischer Radrennfahrer
- Johansson, Axel (1910–1983), schwedischer Eisschnellläufer
- Johansson, Axelina (* 2000), schwedische Kugelstoßerin
- Johansson, Bengt (1926–2008), schwedischer Ringer
- Johansson, Bengt (1942–2022), schwedischer Handballspieler und -trainer
- Johansson, Bernt (* 1953), schwedischer Radsportler und Olympiasieger 1976
- Johansson, Bertil (1935–2021), schwedischer Fußballspieler
- Johansson, Birger (1910–1940), finnischer Kanute
- Johansson, Björn (* 1963), schwedischer Radrennfahrer
- Johansson, Bo (* 1942), schwedischer Fußballtrainer
- Johansson, Bo (* 1945), schwedischer Gewichtheber
- Johansson, Calle (* 1967), schwedischer Eishockeyspieler und -trainer
- Johansson, Carl (* 1994), schwedischer Fußballspieler
- Johansson, Carl Edvard (1864–1943), schwedischer Erfinder und Unternehmer
- Johansson, Christer (* 1944), schwedischer Tischtennisspieler
- Johansson, Christer (* 1950), schwedischer Skilangläufer
- Johansson, Christian (1817–1903), schwedisch-russischer Ballett-Tänzer und Pädagoge
- Johansson, Cyrillus (1884–1959), schwedischer Architekt
- Johansson, Dan (* 1950), schwedischer Eisschnellläufer
- Johansson, Daniel (* 1980), schwedischer Opern- und Konzertsänger (Tenor und Heldentenor)
- Johansson, Donald (1913–2004), schwedischer Skilangläufer
- Johansson, Douglas (* 1960), schwedischer Schauspieler
- Johansson, Ejner (1922–2001), dänischer Kunsthistoriker
- Johansson, Elin (* 1990), schwedische Taekwondoin
- Johansson, Elinore (* 1996), schwedische Handballspielerin
- Johansson, Elsie (1931–2025), schwedische Schriftstellerin
- Johansson, Emil (* 1986), schwedischer Fußballspieler
- Johansson, Emil (* 1991), schwedischer Skilangläufer
- Johansson, Emil (* 1992), schwedischer Floorballspieler
- Johansson, Emil (* 1999), schwedischer Mountainbikesportler
- Johansson, Emma (* 1983), schwedische Radsportlerin
- Johansson, Eric (1896–1979), deutsch-schwedischer Maler und Grafiker
- Johansson, Eric (1904–1972), schwedischer Hammerwerfer
- Johansson, Eric (* 2000), schwedischer HandballspielerEric Johansson (* 2000)

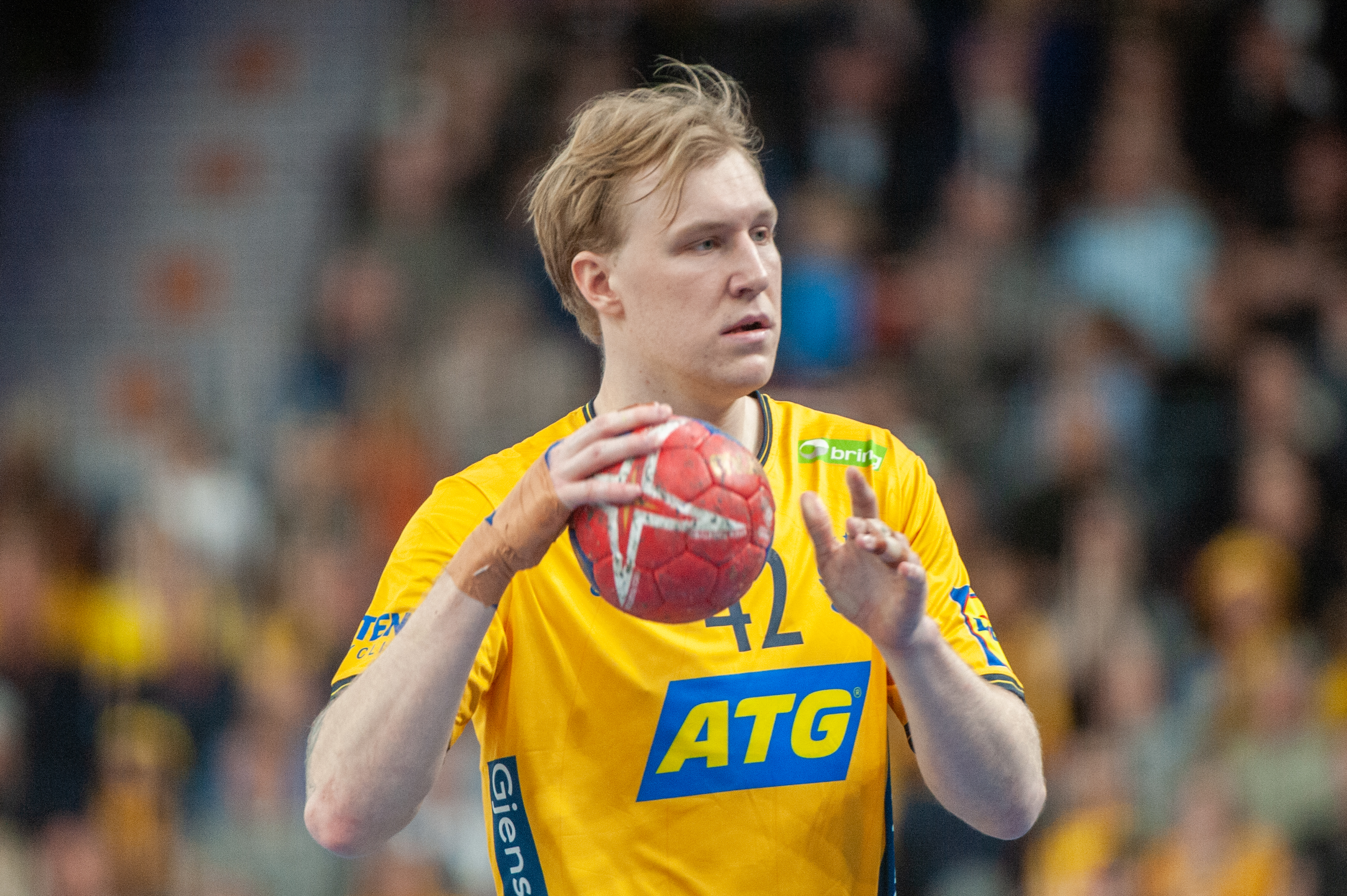
Eric Johansson (* 2000)

- Johansson, Erica (* 1974), schwedische Weitspringerin
- Johansson, Erik (1927–1992), schwedischer Eishockeyspieler
- Johansson, Erik (* 1996), schwedischer Automobilrennfahrer
- Johansson, Eva (* 1958), dänische Opernsängerin der Stimmlage Sopran
- Johansson, Filip (1902–1976), schwedischer Bandy- und Fußballspieler
- Johansson, Fredrik (* 1974), schwedischer Skispringer
- Johansson, Fredrik (* 1978), schwedischer Radrennfahrer
- Johansson, Fredrik (* 1986), schwedischer Orientierungsläufer
- Johansson, Georg (1910–1996), schwedischer Fußballspieler
- Johansson, George (* 1946), schwedischer Autor
- Johansson, Göran (* 1941), schwedischer Eisschnellläufer
- Johansson, Göran (1957–2021), schwedischer Ruderer
- Johansson, Göran (* 1958), schwedischer Eisschnellläufer
- Johansson, Gösta (1929–1997), schwedischer Eishockeyspieler und -trainer
- Johansson, Greta (1895–1978), schwedische Wasserspringerin
- Johansson, Gunnar (1911–1998), schwedischer Psychologe
- Johansson, Gunnar (1924–2003), schwedischer Fußballspieler
- Johansson, Gustaf (1900–1971), schwedischer Eishockeyspieler
- Johansson, Gustav (* 1999), schwedischer Radrennfahrer mit Spezialisierung auf den Bahnradsport
- Johansson, Hanna (* 1985), schwedische Radrennfahrerin

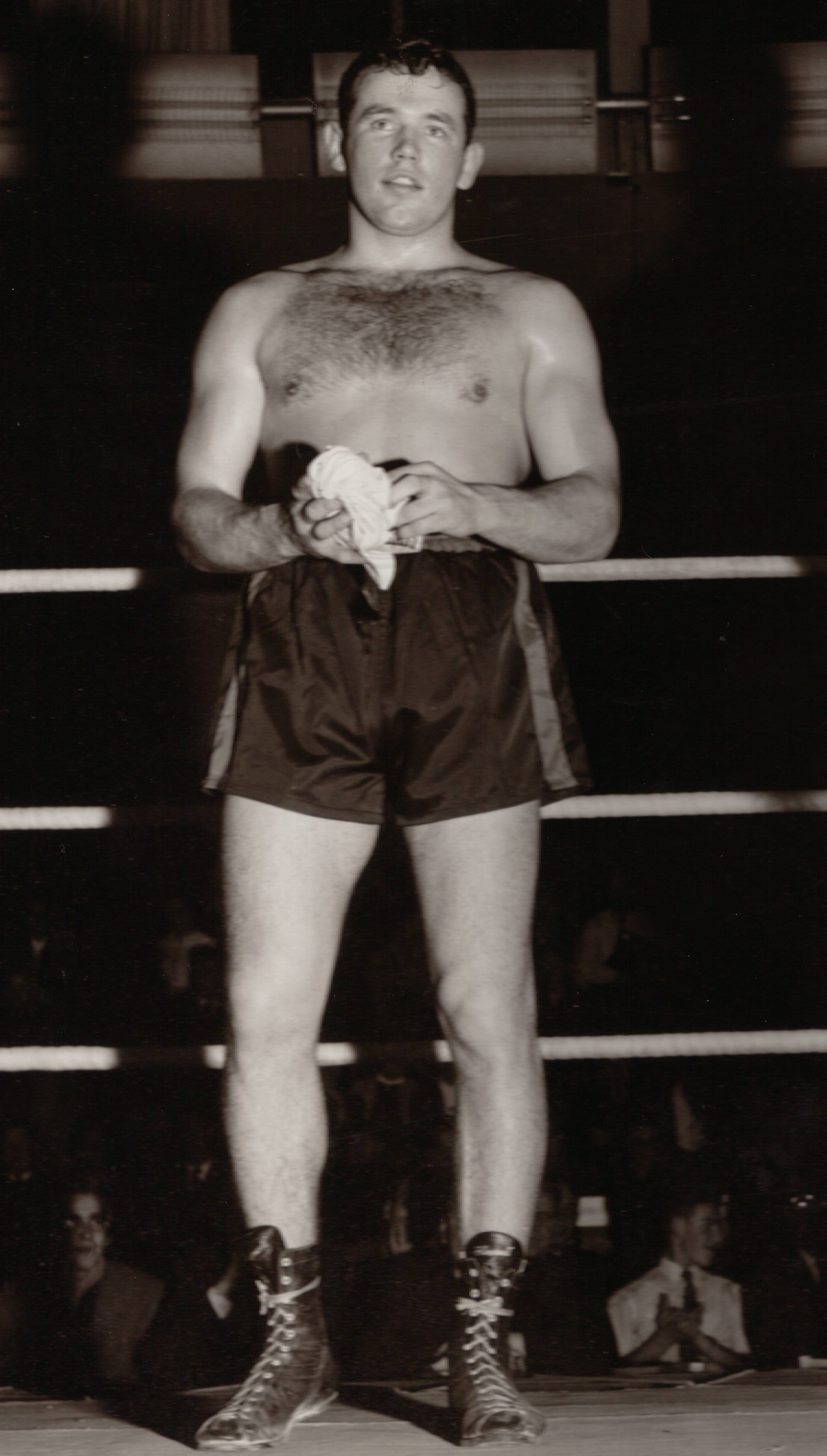
Ingemar Johansson (1932–2009)

- Johansson, Helene (* 1965), schwedische Fußballspielerin
- Johansson, Henna (* 1991), schwedische Ringerin
- Johansson, Henry (1897–1979), schwedischer Eishockeyspieler
- Johansson, Hjalmar (1874–1957), schwedischer Wasserspringer
- Johansson, Hugo (1887–1977), schwedischer Sportschütze
- Johansson, Ida (* 2004), schwedische Tennisspielerin
- Johansson, Ingebrigt (1904–1987), norwegischer Mathematiker
- Johansson, Ingemar (1924–2009), schwedischer Leichtathlet
- Johansson, Ingemar (1932–2009), schwedischer BoxweltmeisterIngemar Johansson (1932–2009)
- Johansson, Ingrid (* 1965), schwedische Fußballspielerin
- Johansson, Iris (* 1945), schwedische Schriftstellerin
- Johansson, Irma (* 1932), schwedische Skilangläuferin
- Johansson, Ivar (1891–1988), schwedischer Tierzuchtwissenschaftler
- Johansson, Ivar (1903–1979), schwedischer Ringer
- Johansson, Jakob (* 1990), schwedischer Fußballspieler
- Johansson, Jan (1931–1968), schwedischer Jazz-Pianist
- Johansson, Jan-Olof (* 1948), schwedischer lutherischer Bischof
- Johansson, Jennie (* 1988), schwedische Schwimmerin
- Johansson, Jenny (* 1977), schwedische Orientierungsläuferin
- Johansson, Jens (* 1963), schwedischer KeyboarderJens Johansson (* 1963)

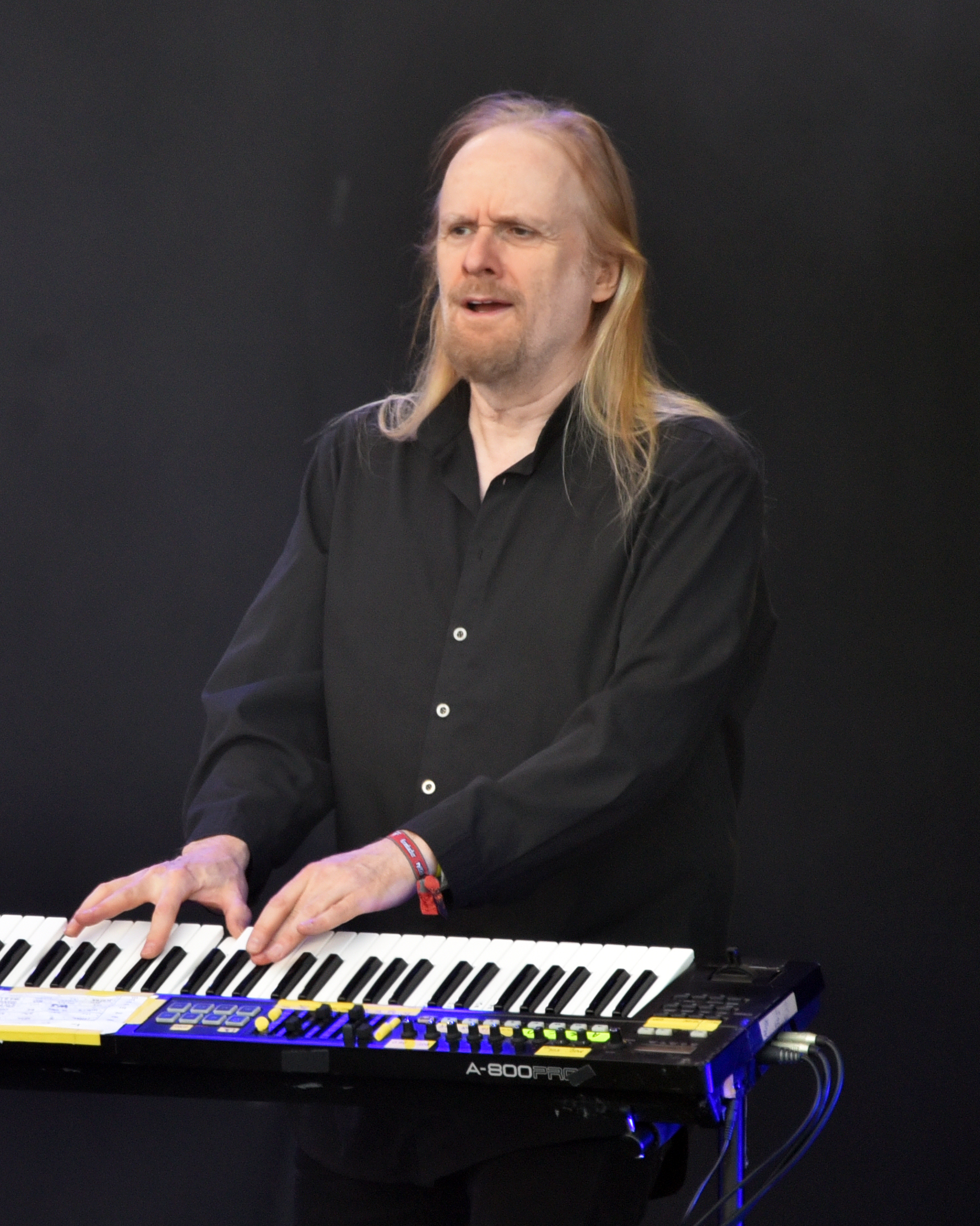
Jens Johansson (* 1963)

- Johansson, Jesper (* 1985), schwedischer Unihockeyspieler
- Johansson, Jimmy (* 1984), schwedischer Automobilrennfahrer
- Johansson, Joachim (* 1982), schwedischer Tennisspieler
- Johansson, Johan Petter (1853–1943), schwedischer Erfinder und Industrieller
- Johansson, Jonas (* 1984), schwedischer Eishockeyspieler
- Johansson, Jonatan (* 1975), finnischer Fußballspieler und -trainer
- Johansson, Jonatan (1980–2006), schwedischer Snowboarder
- Johansson, Josefin (* 1982), schwedische Komikerin und Moderatorin
- Johansson, Kaj Uno (1937–1965), finnischer Radrennfahrer
- Johansson, Karl, schwedischer Orientierungsläufer
- Johansson, Karl-Erik (1948–2021), schwedischer Skispringer
- Johansson, Kent (* 1951), schwedischer Politiker (Centerpartiet), MdEP
- Johansson, Kent (* 1956), schwedischer Eishockeyspieler und -trainer
- Johansson, Kjell (* 1941), schwedischer Schriftsteller
- Johansson, Kjell (1946–2011), schwedischer Tischtennisspieler
- Johansson, Kristian (1907–1984), norwegischer Skispringer
- Johansson, Kurt (* 1960), schwedischer Mathematiker und Hochschullehrer
- Johansson, Lars (* 1987), schwedischer Eishockeytorwart
- Johansson, Leif (* 1951), schwedischer Manager
- Johansson, Lena (* 1953), schwedische Weitspringerin
- Johansson, Lennart (1929–2019), schwedischer Sportfunktionär und Präsident des europäischen Fußballverbandes UEFALennart Johansson (1929–2019)

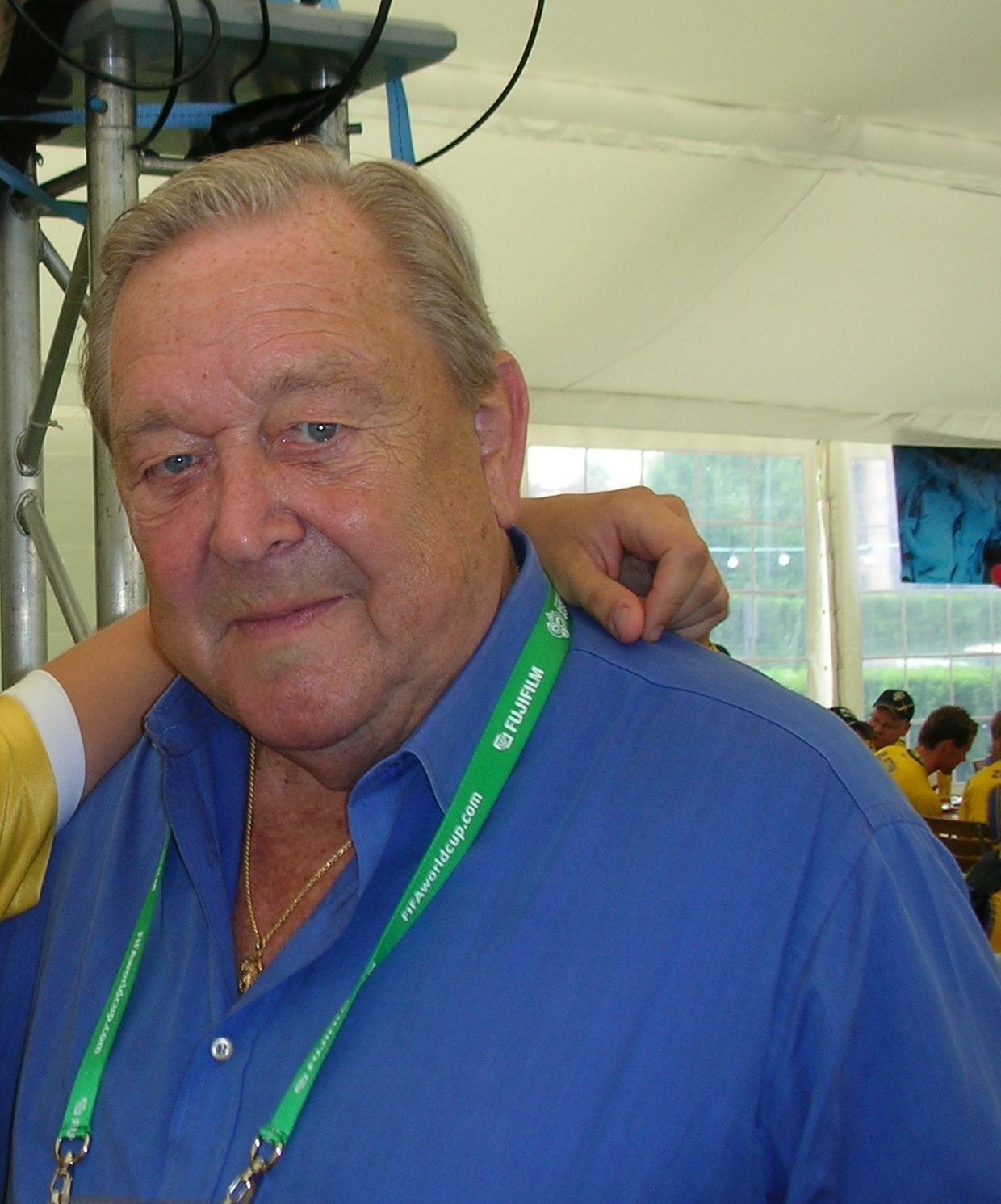
Lennart Johansson (1929–2019)

- Johansson, Lennart (1941–2010), schwedischer Eishockeyspieler und -trainer
- Johansson, Leo (* 1999), schwedischer Skilangläufer
- Johansson, Linda (* 1987), norwegische Skispringerin
- Johansson, Liselotte (* 1970), schwedische Freestyle-Skisportlerin
- Johansson, Lovisa (* 1992), schwedische Fußballschiedsrichterin
- Johansson, Magnus (* 1971), schwedischer Fußballspieler
- Johansson, Magnus (* 1973), schwedischer Eishockeyspieler
- Johansson, Marcus (* 1990), schwedischer Skilangläufer
- Johansson, Marcus (* 1990), schwedischer Eishockeyspieler
- Johansson, Maria (* 1956), schwedische Schauspielerin und Professorin
- Johansson, Marie (* 1963), schwedische Skilangläuferin
- Johansson, Marko (* 1998), schwedischer Fußballtorhüter
- Johansson, Martin (* 1984), schwedischer Orientierungsläufer
- Johansson, Mathias (* 1974), schwedischer Eishockeyspieler
- Johansson, Mathilde (* 1985), französische Tennisspielerin
- Johansson, Mats (* 1971), schwedischer Freestyle-Skisportler
- Johansson, Mattias (* 1992), schwedischer Fußballspieler
- Johansson, Mauritz (1881–1966), schwedischer Sportschütze
- Johansson, Mikael (* 1966), schwedischer Eishockeyspieler und -trainer
- Johansson, Mikael (* 1981), schwedischer Eishockeyspieler
- Johansson, Mikael (* 1985), schwedischer Eishockeyspieler
- Johansson, Mikaela (* 1991), schwedische Handballspielerin und -trainerin
- Johansson, Morgan (* 1970), schwedischer Politiker und Justiz- und Migrationsminister
- Johansson, Nicolai (* 1989), deutscher Eishockeytorwart
- Johansson, Nils (1893–1939), schwedischer Paläobotaniker
- Johansson, Nils (1904–1936), schwedischer Eishockeytorwart
- Johansson, Nils, schwedischer Fußballspieler
- Johansson, Nils (1920–1999), schwedischer Radrennfahrer
- Johansson, Nils (* 1938), schwedischer Eishockeyspieler
- Johansson, Nils Patrik (* 1967), schwedischer Sänger und MusikproduzentNils Patrik Johansson (* 1967)

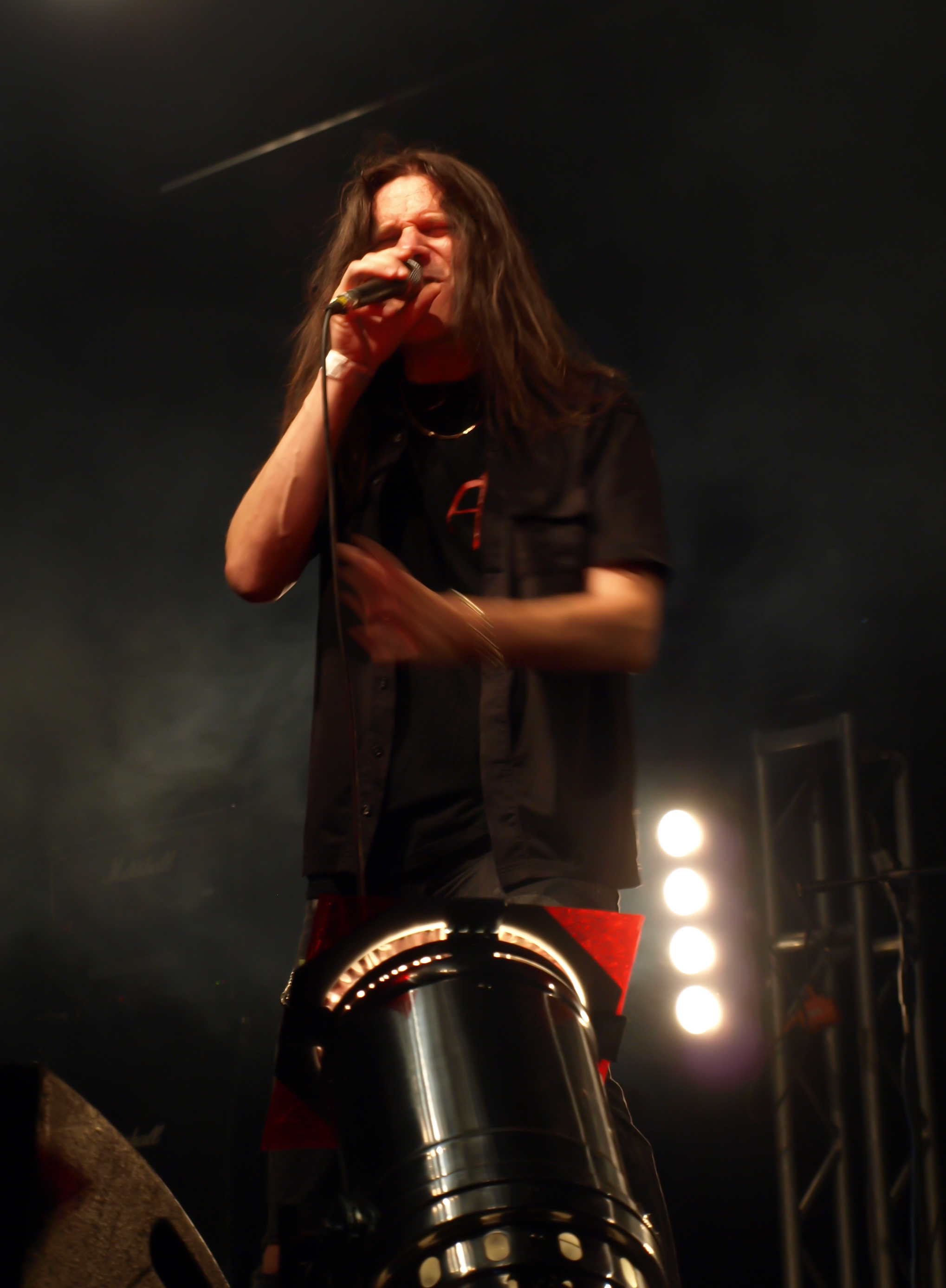
Nils Patrik Johansson (* 1967)

- Johansson, Nils-Eric (* 1980), schwedischer Fußballspieler
- Johansson, Olle (1927–1994), schwedischer Schwimmer und Wasserballspieler
- Johansson, Olof (* 1937), schwedischer Politiker (Centerpartiet), Mitglied des Riksdag
- Johansson, Oswald (1932–1975), schwedischer Radrennfahrer
- Johansson, Ove (1936–2015), schwedischer Jazz- und Fusionmusiker (Saxophon, Komposition)
- Johansson, Ove (1948–2023), schwedischer American-Football-Spieler
- Johansson, Paul (* 1964), US-amerikanischer SchauspielerPaul Johansson (* 1964)

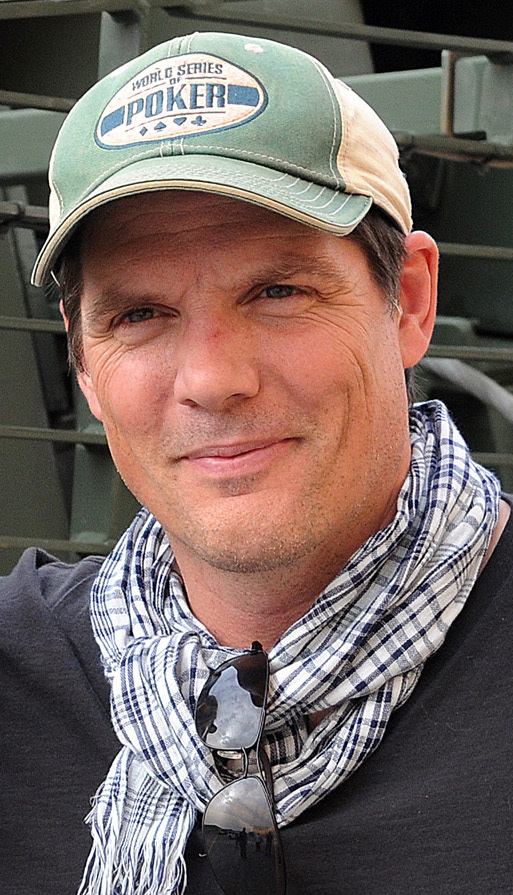
Paul Johansson (* 1964)

- Johansson, Pekka (1895–1983), finnischer Speerwerfer
- Johansson, Per (* 1963), schwedischer Schwimmer
- Johansson, Per (* 1970), schwedischer Handballtrainer
- Johansson, Per Texas (* 1969), schwedischer Jazzmusiker (Holzblasinstrumente)
- Johansson, Per-Ulrik (* 1966), schwedischer Golfer
- Johansson, Richard (1882–1952), schwedischer Eiskunstläufer
- Johansson, Robert (* 1990), norwegischer Skispringer
- Johansson, Roger (* 1967), schwedischer Eishockeyspieler
- Johansson, Rune (1920–1998), schwedischer Eishockeyspieler
- Johansson, Ryan (* 2001), irisch-schwedischer Fußballspieler
- Johansson, Sara (* 1980), schwedische Fußballspielerin
- Johansson, Sara (* 1992), schwedische Handballspielerin
- Johansson, Scarlett (* 1984), US-amerikanisch-dänische Schauspielerin und SängerinScarlett Johansson (* 1984)

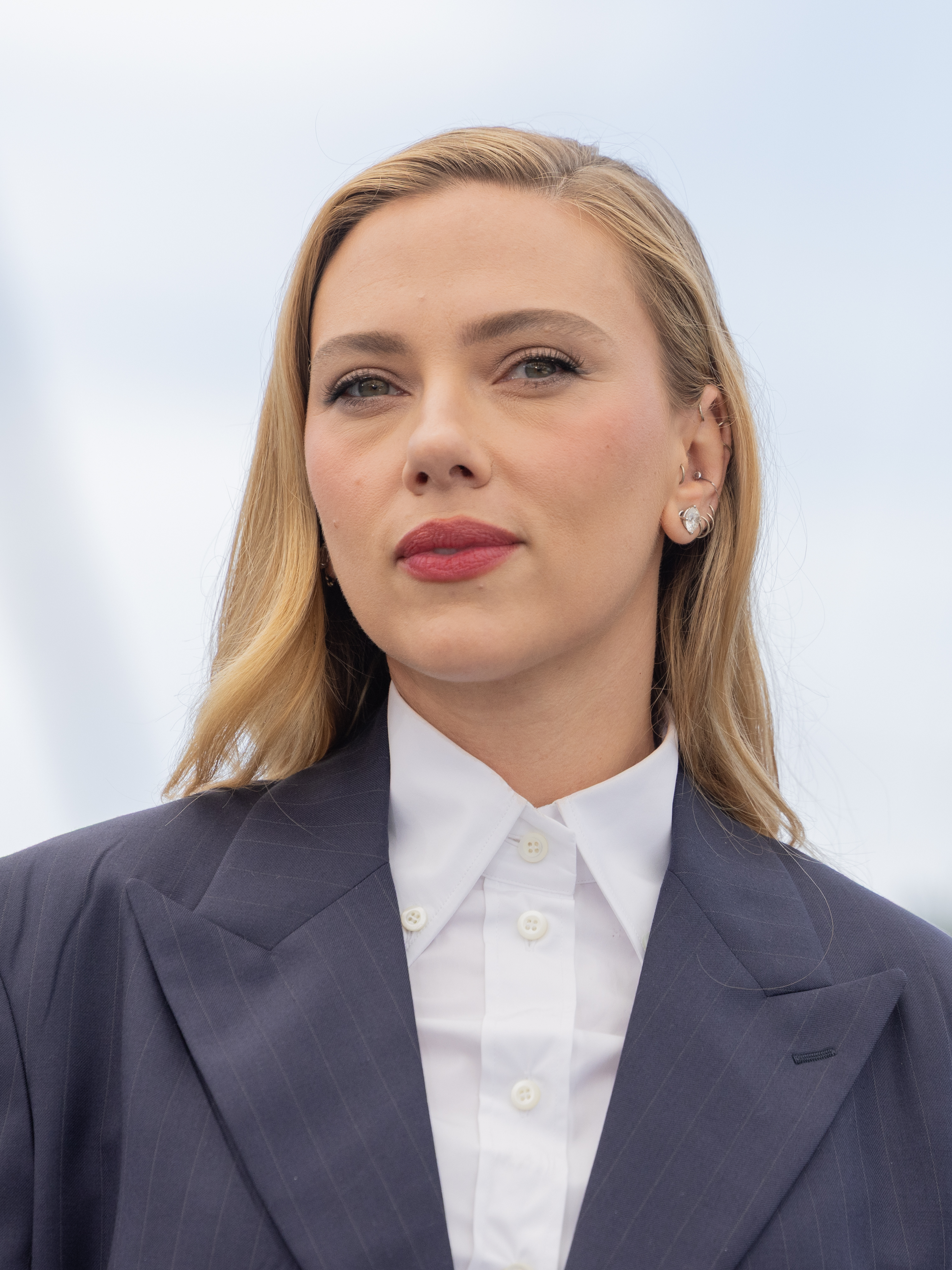
Scarlett Johansson (* 1984)

- Johansson, Sixten (1910–1991), schwedischer Skispringer
- Johansson, Sofia (* 1969), schwedische Fußballspielerin
- Johansson, Sonny (* 1948), schwedischer Fußballspieler und -trainer
- Johansson, Søren Wulff (1971–2020), dänischer Zehnkämpfer
- Johansson, Stefan (* 1956), schwedischer Autorennfahrer
- Johansson, Sven (1912–1953), schwedischer Kanute
- Johansson, Sven (1914–1982), schwedischer Radrennfahrer
- Johansson, Sven (* 1945), schwedischer Sportschütze
- Johansson, Sven Tomas (* 1969), schwedischer Badmintonspieler
- Johansson, Sven-Åke (1943–2025), schwedischer Musiker, Komponist, Autor und Künstler
- Johansson, Sverker (* 1961), schwedischer Physiker, Linguist, Fachbuchautor sowie Wikipedianer
- Johansson, Thomas (* 1961), schwedischer Fußballspieler
- Johansson, Thomas (* 1975), schwedischer Tennisspieler
- Johansson, Thorsten (1950–2021), schwedischer Sprinter
- Johansson, Tilda (* 1999), schwedische Biathletin und Skilangläuferin
- Johansson, Tilde (* 2001), schwedische Weitspringerin und Hürdenläuferin
- Johansson, Tomas (* 1962), schwedischer Ringer
- Johansson, Tomas (* 1979), schwedischer Snowboarder
- Johansson, Tommy (* 1987), schwedischer Multiinstrumentalist, Sänger und MusikproduzentTommy Johansson (* 1987)

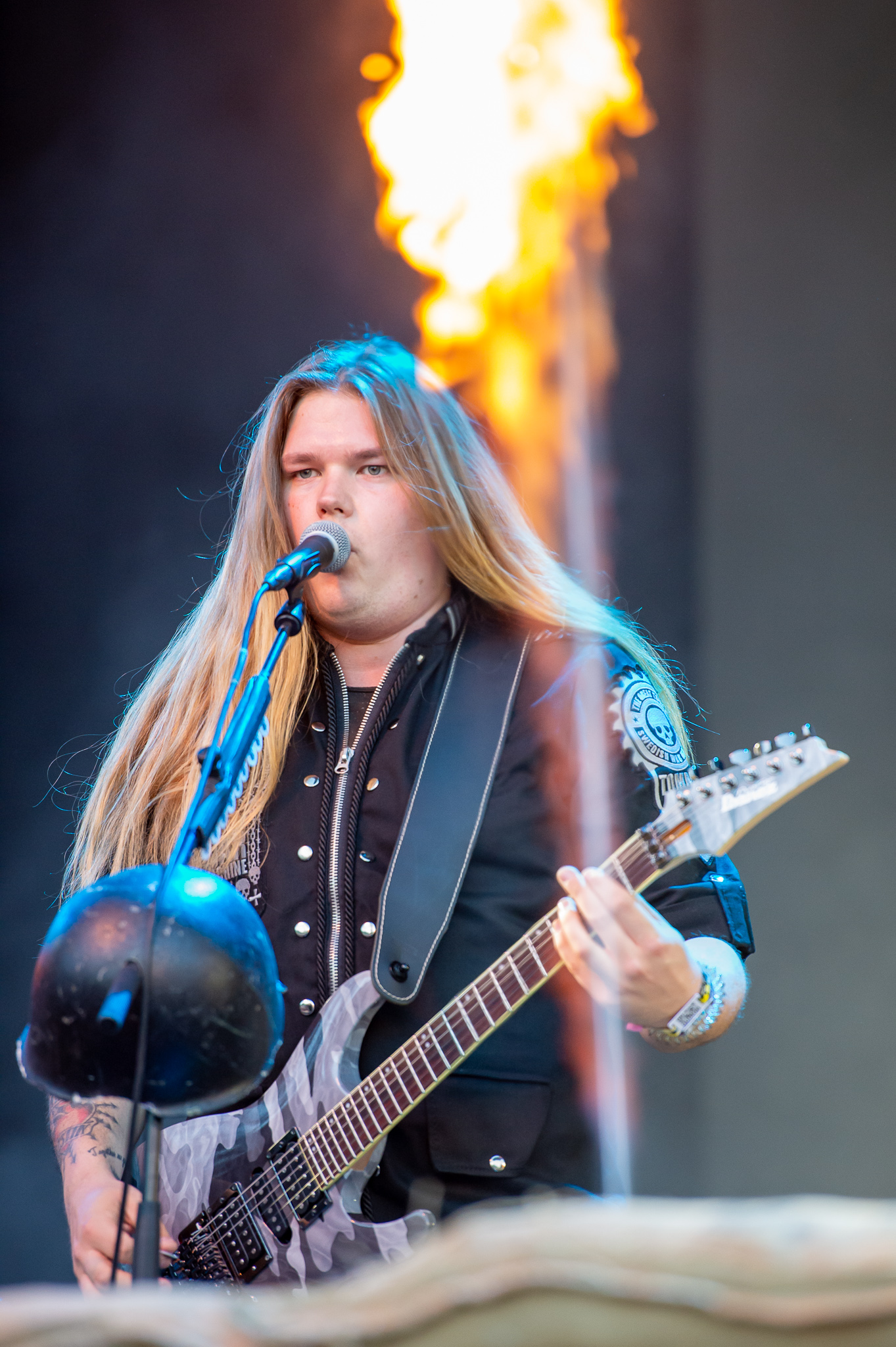
Tommy Johansson (* 1987)

- Johansson, Ulf (* 1967), schwedischer Biathlet
- Johansson, Vanessa (* 1980), US-amerikanische Schauspielerin
- Johansson, Vidar (* 1996), schwedischer Leichtathlet
- Johansson, Viktor (* 1998), schwedischer Fußballtorhüter
- Johansson, Viljam (1887–1931), finnischer Mittel- und Langstreckenläufer
- Johansson, Warren (1934–1994), US-amerikanischer Autor und LGBT-Aktivist
- Johansson, Ylva (* 1964), schwedische Politikerin
- Johansson-Engdahl, Signe (1905–2010), schwedische Wasserspringerin
- Johansson-Pape, Lisa (1907–1989), finnische Designerin